# Lewiston, Idaho
Lewiston är en stad (city) i Nez Perce County i delstaten Idaho, USA. Lewiston är administrativ huvudort (county seat) i Nez Perce County.